# Університет імені Кароля Естергазі
Університет прикладних наук імені Кароля Естергазі (угор. Eszterházy Károly Egyetem, до 1 липня 2016 — Eszterházy Károly Főiskola) — університет в угорському місті Егер. Був заснований в 1774 році; в 1989 році був перейменований на честь його засновника, єпископа Естергазі Кароля. У цьому вузі навчається понад 8 000 студентів; його будівлі розташовані по всьому місту і включають в себе найпросторіший корпус в стилі бароко (будинок колишньої Егерської школи / Líceum (Eger)) .

## Попередні назви
Університет прикладних наук імені Кароля Естергазі мав в минулому цілий ряд назв: Ліцей, Педагогічний коледж (з 1828 року), Коледж освіти, Коледж вчителів Егера (з 1962 року), Коледж вчителів ім. Хо Ши Міна (з 1969), Коледж вчителів ім. Кароля Естергазі (з 1990), а з 1 січня 2000 по 30 червня 2016 року він носив назву «Коледж імені Кароля Естергазі».

## Історія
У 1761 році Ференц Бароцький вирішив, що його семінарія в Егері буде розвиватися тим самим шляхом, що і Університет Нагісомбата, заснований Петером Пазманем, який складався тоді з трьох факультетів (теологія, гуманітарні науки і юриспруденція). Схеми будівлі для нового навчального закладу були зроблені Йозефом Ігнацієм Герлом (1734—1798).
Наступник Ференца — Кароль Естергазі — додав в цю концепцію медичний факультет, припускаючи, що це буде перший в Угорщині університет з чотирма факультетами. Щоб заснувати університет, було необхідно дозвіл імператриці Марії Терезії: вона відхилила пропозицію про створення ВНЗ через негативний висновок, даний попередником Кароля, Ференцем Бароцьким. У надії на майбутній успіх Естергазі продовжив будівництво відповідно до початкових планів, а в 1769 році ним був навіть створений четвертий факультет — це була перша медична освітня установа в Угорщині. Незважаючи на всі зусилля, Марія Терезія позначила Університет Нагізомбата як базу для медичних досліджень в країні — хоча в місті, яке сьогодні називається Трнава і яке знаходиться на території Словаччини, навіть не було лікарні (на відміну від Егера, де місцевою лікарнею керував Ференц Маркхот). В результаті медична школа в Егері позбулася права присвоювати звання доктора, що призвело до закриття установи в 1775 році.
У 1774 році викладання в університеті відновилося в новій будівлі. Але вже в 1777 році навчальний заклад виявився в складному становищі: Марія Терезія перевела Нагізомбатський університет в Буду і публічно заявила, що в Угорщині може бути тільки один університет. З цього моменту навчальний заклад в Егері став називатися «ліцей».
Філософію і юридичну освіту студентів було припинено в 1784 році, а місцева семінарія була перенесена в Пешт в 1786 році. Однак Естергазі не відмовився повністю від своїх планів. Після смерті Йосипа II, в 1790 році, викладання філософії було відновлено — разом з юридичним факультетом і семінарією.
У 1828 році архієпископ Йоганн Ладислаус Піркер заснував перший в Угорщині педагогічний навчальний заклад: в 1852 році він був переміщений до Ліцею і продовжував існувати до 1948 року. З 1921 року, з ініціативи архієпископа Луї Шкрецанні, в будівлі функціонувало також і Вище комерційне училище для хлопчиків, яке відносилося до Римської католицької церкви.
В результаті Педагогічний коледж залишався національним навчальним закладом рівня коледжу протягом півстоліття. За час існування інституту понад тридцять тисяч фахівців отримали в ньому вищу освіту. Сьогодні учні вступають до університету з усіх районів країни, а також і з-за кордону.

## Структура
- Гуманітарний факультет: Інститут мовознавства та літературознавства, Відділ прикладних комунікаційних наук, Кафедра загальної прикладної лінгвістики, Відділ угорської літератури
- Інститут історії: Відділ історії Угорщини (середньовічний і сучасний період), Відділ всесвітньої історії (древній і середньовічний період), Відділ допоміжних історичних наук, Відділ світової історії
- Незалежні відділи: Відділ американських досліджень, Відділ британських досліджень, Відділ музики, Філософський факультет, Кафедра французької мови та літератури, Відділ німецької мови і літератури, Відділ візуальних мистецтв
- Факультет педагогічної освіти і технології знань
- Інститут інформатики та інформаційних технологій
- Факультет економіки і соціальних наук
- Факультет природничих наук
- Інститут біології
- Інститут харчових наук та технологій
- Інститут фізичної культури та спорту: Відділ спортивної діяльності, Кафедра спортивної науки та методології, Відділ теорії статури